# 태국 동부 해안 지역

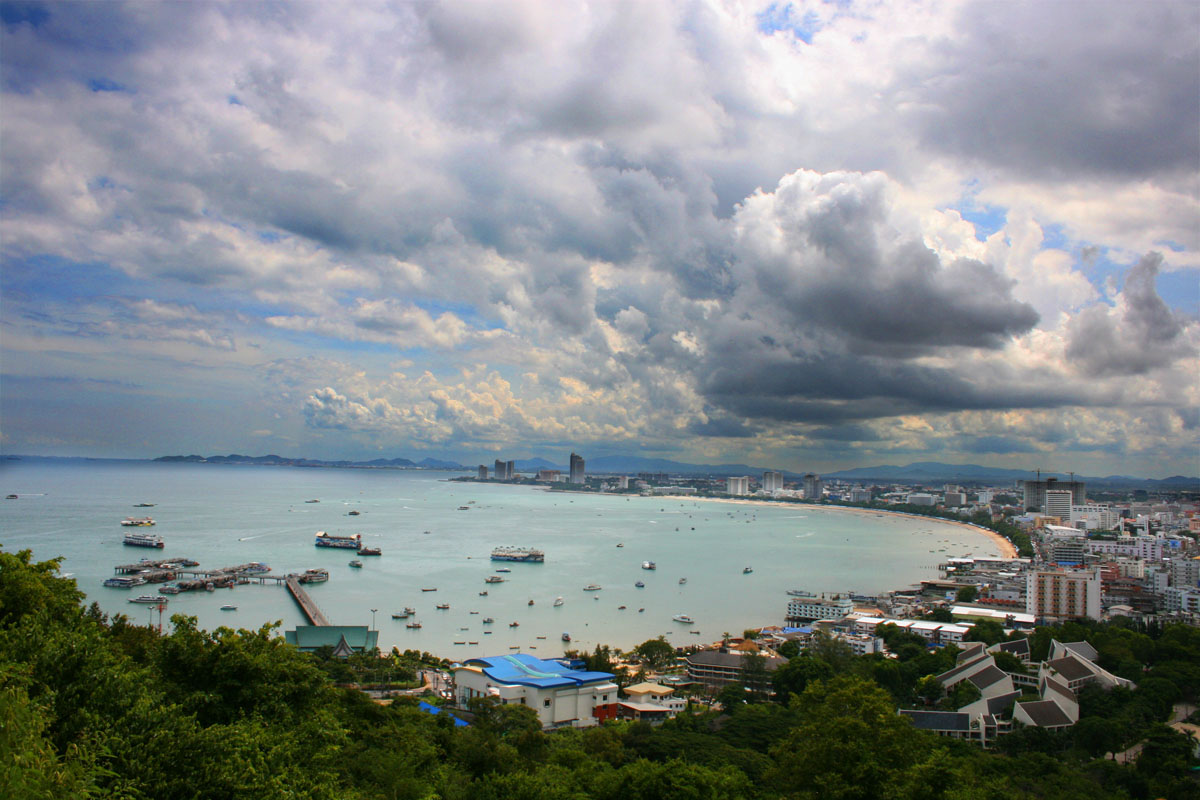
태국 동부 해안 지역의 주요 도시인 촌부리주 파타야

태국 동부 해안 지역(อีสเทิร์นซีบอร์ด), 더 흔하게 동부 경제 회랑으로 알려진 지역은 태국 경제에서 핵심 역할을 수행하는 성장하는 경제적 지역으로 태국의 수출 지향 산업의 중심지다. 일제 자동차 같은 고가의 제품들이 제조되고 수출된다. 사뭇쁘라깐주, 차층사오주, 촌부리주, 라용주를 포함한다.